# Charles Johnson (lluitador)
Charles Frithiof "Charley" Johnson (Göteborg, Suècia, 31 de gener de 1887 - Los Angeles, Califòrnia, 17 de setembre de 1967) va ser un lluitador suec de naixement, però estatunidenc d'adopció, especialista en lluita lliure, que va competir a començaments del segle xx.
El 1920 va prendre part en els Jocs Olímpics d'Anvers, on va guanyar la medalla de bronze en la competició del pes mitjà del programa de lluita lliure en quedar eliminat en semifinals contra Eino Leino i guanyar a Angus Frantz en la lluita per la medalla de bronze.